# El Centro
El Centro is een stad en de hoofdplaats (county seat) van Imperial County in het zuiden van de Amerikaanse staat Californië.

## Geografie
El Centro bevindt zich op 32°47′17″Noord, 115°33′29″West. De totale oppervlakte bedraagt 24,9 km² (9,6 mijl²) waarvan slechts 0,1 km² (0,04 mijl²) water is.

### Plaatsen in de nabije omgeving
De onderstaande figuur toont nabijgelegen plaatsen in een straal van 24 km rond El Centro.

## Demografie
Volgens de census van 2000 bedroeg de bevolkingsdichtheid 1524,9/km² (3950,2/mijl²) en bedroeg het totale bevolkingsaantal 37.835, als volgt onderverdeeld naar etniciteit:
- 46,86% blanken
- 3,16% zwarten of Afrikaanse Amerikanen
- 0,98% inheemse Amerikanen
- 3,50% Aziaten
- 0,10% mensen afkomstig van eilanden in de Grote Oceaan
- 41,68% andere
- 3,73% twee of meer rassen

Van al deze personen was
- 74,58% Hispanic of Latino

Er waren 11.439 gezinnen en 8910 families in El Centro. De gemiddelde gezinsgrootte bedroeg 3,23.

## Geboren
- Cher (1946), zangeres en actrice
- Tommy Hinkley (1960), acteur en filmproducent